# 관쥐잉
관쥐잉(關菊英, 관국영, 영문명은 Susanna Kwan, 1958년 5월 3일 ~ )은 중화인민공화국 홍콩 특별행정구의 여성 가수, 작사가, 텔레비전 연기자, 뮤지컬 배우, 영화배우, 방송인이다.

## 생애
홍콩에서 출생하였으며 지난날 한때 마카오에서 잠시 유아기를 보낸 적이 있는 그녀는 1972년 가수로 첫 데뷔하였고 1976년 텔레비전 드라마에서 연기자 데뷔하였으며 1978년 뮤지컬 배우 데뷔하였고 1980년 영화 《영웅무루》(英雄無淚)의 단역으로 영화배우 데뷔하였다.

## 같이 보기
- 천슈주
- 린이치
- 상톈어